# Jerzy Jachnik
Jerzy Witold Jachnik (ur. 17 listopada 1949 w Bielsku-Białej) – polski polityk i przedsiębiorca, poseł na Sejm VIII kadencji.

## Życiorys
Absolwent Politechniki Śląskiej. W latach 80. został skazany za pomoc w ukrywaniu działacza opozycji.
Zajął się prowadzeniem własnej działalności gospodarczej w Bielsku-Białej. W wyborach samorządowych w 1998 bezskutecznie ubiegał się o mandat radnego Bielska-Białej z listy komitetu Rodzina Polska. Założył Stowarzyszenie Przeciw Bezprawiu, mające pomagać osobom czującym się pokrzywdzonymi przez sędziów, prokuratorów lub urzędników. W 2013 brał udział w powołaniu tzw. Platformy Oburzonych.
W wyborach parlamentarnych w 2015 kandydował do Sejmu w okręgu bielskim z pierwszego miejsca na liście komitetu wyborczego wyborców Kukiz’15, zorganizowanego przez Pawła Kukiza. Uzyskał mandat posła VIII kadencji, otrzymując 11 654 głosy. W wyborach samorządowych w 2018 był kandydatem Kukiz’15 na prezydenta Bielska-Białej; zajął w nich czwarte miejsce, uzyskując 2,52% poparcia. Bez powodzenia kandydował także w wyborach do Parlamentu Europejskiego w 2019. Pod koniec lipca tegoż roku wystąpił z KP Kukiz’15, stając się posłem niezrzeszonym. W sierpniu 2019 dołączył do nowo powstałego koła poselskiego Przywrócić Prawo. W tym samym roku bezskutecznie ubiegał się o mandat senatora.

## Wyniki wyborcze
| Wybory | Komitet wyborczy                 | Komitet wyborczy     | Organ              | Okręg        | Wynik           |
| ------ | -------------------------------- | -------------------- | ------------------ | ------------ | --------------- |
| 2015   |                                  | Kukiz’15             | Sejm VIII kadencji | nr 27        | 11 654 (3,46%)  |
| 2018   | Prezydent Bielska Białej         | Kukiz’15             | –                  | 1825 (2,51%) |                 |
| 2019   | Parlament Europejski IX kadencji | Kukiz’15             | nr 11              | 4077 (0,25%) |                 |
| 2019   |                                  | KWW Przywrócić Prawo | Senat X kadencji   | nr 79        | 16 550 (10,34%) |

## Odznaczenia
W 2009 odznaczony Krzyżem Kawalerskim Orderu Odrodzenia Polski, a w 2015 Krzyżem Wolności i Solidarności.